# Houshenzinus
Houshenzinus és un gènere d'aranyes araneomorfes de la subfamília Erigoninae, dins de la família Linyphiidae.
Fou descrit per primera vegada per A. V. Tanasevitch l'any 2006.

## Distribució
Són un endemisme de Shaanxi a la Xina. Es poden trobar al sud de Taibai Shan entre els 1700 i 2000 metres d'altitud, a la Serralada Qin.

## Llista d'espècies
L'any 2019 es coneixia l'existència de 3 espècies dins del gènere Houshenzinus:
- H. rimosus Tanasevitch, 2006 – Xina (Espècie tipus)
- H. tengchongensis Irfan & Peng, 2018 – Xina
- H. xiaolongha Zhao & Li, 2014 – Xina